# Kick-Ass (filme)
Kick-Ass (bra: Kick-Ass - Quebrando Tudo) é um filme estadunidense-britânico de 2010, dirigido por Matthew Vaughn. É baseado na história em quadrinhos de mesmo nome escrita por Mark Millar e ilustrada por John Romita, Jr., publicada pela linha editorial da Marvel Comics, Icon.

## Sinopse
O filme conta a vida de um adolescente normal, chamado Dave Lizewski, que decide tornar-se um super-herói por influência das histórias em quadrinhos. Torna-se conhecido na mídia como "Kick-Ass", e motiva o surgimento de uma nova onda de super-heróis no país, assim inclui-se Red Mist, que se torna seu "parceiro" no combate ao crime, o misterioso Big Daddy e sua filha Hit-Girl, que vivem um eletrizante dia-a-dia matando mafiosos. Porém, quando Frank D'Amico arma uma armadilha para os heróis, Kick-Ass deve provar que não são precisos poderes para ser um super-herói de verdade.

## Elenco
- Aaron Taylor-Johnson como Dave Lizewski / Kick-Ass: Um jovem nerd que sempre gostou de quadrinhos, por conta disso Dave resolve se tornar o primeiro herói da história. Com dois cacetetes e um traje de mergulho, ele se torna o Kick-Ass. O único problema, é que Dave não sabe lutar.
- Chloë Grace Moretz como Mindy Macready / Hit-Girl: Uma garotinha loira de 11 anos que desde pequena foi treinada para ser uma grande lutadora. Mindy é uma lutadora profissional e ótima no manuseio de armas (tanto de disparo quanto facas). É filha do herói Big Daddy.
- Nicolas Cage como Damon Macready / Big Daddy: Um ex-policial que foi falsamente acusado de um crime e preso injustamente. Após sair da prisão e descobrir que sua esposa havia falecido, Damon treina sua filha e juntos se tornam uma dupla de heróis. Damon escreve seus feitos heróicos em revistas em quadrinhos que ele mesmo desenha.
- Christopher Mintz-Plasse como Chris D'Amico / Red Mist: Chris finge ser amigo de Dave, mas na verdade é um agente duplo que está tentando entregar os heróis aos vilões. É filho do chefão do crime Frank D'Amico.
- Garrett M. Brown como Sr. Lizewski: O pai de Dave, ama muito seu filho.
- Elizabeth McGovern como Sra. Lizewski: A falecida mãe de Dave que só aparece em flashbacks.
- Clark Duke como Marty: Um dos melhores amigos de Dave, assim como ele adora quadrinhos. No segundo filme se torna o herói Battle Guy.
- Mark Strong como Frank D'Amico: O chefão do crime e pai de Chris D'Amico, tem o objetivo de eliminar todos os super heróis. Foi responsável pela prisão de Damon McCready.
- Lyndsy Fonseca como  Katie Deauxma: A namorada de Dave, no início só se interessou por Dave porque acreditava que ele era Gay. Sempre se preocupa com Dave, caso ele não volte vivo de suas missões.
- Yancy Butler como Angie D'Amico: Mãe de Chris D'Amico. Só ganha destaque no segundo filme.
- Evan Peters como Todd Haynes: Um dos melhores amigos de Dave. No segundo filme se torna o herói/vilão Asskicker e é substituído por Augustus Prew.

## Sequência
A Universal Pictures comprou os direitos de uma continuação, que foi produzida por Vaughn e  escrita e dirigida por Jeff Wadlow. As filmagens se iniciaram em setembro e foram concluídas no final de novembro de 2012. O filme estreou em Outubro de 2013.